# Dante (Devil May Cry)
(Dante ad Echidna, Devil May Cry 4)
Dante (in giapponese ダンテ) è il protagonista di Devil May Cry, una serie videoludica hack and slash pubblicata da Capcom.  È un cacciatore di demoni e si occupa di sterminarli per vendicare la morte della madre defunta Eva. Dante è anche il fratello gemello di Vergil, principale antagonista della serie, e zio del secondo protagonista Nero.

## Caratteristiche
Dante è un ibrido tra un umano e un demone, che per mestiere dà la caccia ai demoni, mascherando la sua attività come tuttofare. Agisce in proprio presso un'agenzia da lui creata, la "Devil May Cry", un ufficio che gli fa anche da casa. Nel suo mestiere si avvale di molte modalità di combattimento, sia in quelle all'arma bianca che nello scontro a fuoco e a mani nude: di base, Dante si presenta come uno spadaccino, ma all'occorrenza usa anche armi da fuoco di tutti i tipi e pratica diverse specie di Arti Marziali, tra le quali sembrano figurare il Jeet Kune Do, il Karate e il Taekwondo.
Essendo per metà un demone, Dante è dotato di particolari abilità: le sue prestazioni fisiche sono superiori alla norma, e lo rendono in grado per esempio di maneggiare con scioltezza armi bianche o da fuoco pesanti, di correre più veloce e saltare più in alto del normale. Un'altra peculiarità di Dante è il suo fattore rigenerante, che gli permette di riprendersi da ferite normalmente mortali.
La personalità di Dante non è mai stata ben delineabile, in quanto gli autori l'hanno spesso modificata molto radicalmente di capitolo in capitolo, ma per linee generali, si può definire Dante come un uomo dalla personalità alquanto dualistica, e nei suoi dialoghi emerge spesso dell'umorismo talvolta bonariamente sarcastico.
L'aspetto fisico di Dante è la sua prima caratteristica distintiva: nelle sue sembianze umane, Dante appare come un uomo dai caratteri somatici quasi albini, per la pelle rosata, gli occhi azzurri e i capelli bianchi. La sua corporatura, nei primi due episodi longilinea ed imponente, viene poi normalizzata verso il terzo capitolo. Il suo vestiario è costituito solitamente da indumenti vistosi di colore rosso.
Nel gennaio del 2013 la Capcom pubblica un reboot-universo parallelo della saga, DmC Devil May Cry, e sia l'aspetto di Dante che la sua biografia cambiano radicalmente.

## Il Devil Trigger
Dante può trasformarsi nel suo alter-ego demoniaco, che nel gioco viene indicato da una barra di energia chiamata "Devil Trigger", rivelando il suo vero aspetto dopo aver sprigionato il suo potere. Con esso, il personaggio cambia la sua corporatura, che gli dona maggior resistenza agli attacchi nemici. In questa forma, molti degli attributi fisici e magici di Dante vengono amplificati, come la velocità e la forza. Il suo fattore rigenerante diventa una rigenerazione migliorata e le sue capacità combattive come attacchi aerei o speciali vengono incrementate, diventando anche più veloci.
L'aspetto demoniaco di Dante ha subito, nel corso dei quattro episodi, vari cambiamenti: nel primo episodio il suo corpo demoniaco appare di un colore indefinito simile ad un nero bluastro (fatta eccezione nel caso in cui Dante equipaggi l'arma Ifrit, nel quale il colore del corpo cambia in rosso) e la forma è palesemente simile a quello di Sparda, ma di statura inferiore, con delle corna più piccole, che partono dai lati del cranio e si estendono fino ad un paio di centimetri dalla faccia. Il viso, palesemente umano, presenta una sorta di placca ossea sulla fronte continua fino alla nuca, dalla quale spuntano alcuni capelli, e dietro la schiena presenta delle ali simili a quelle di un pipistrello, con dei solchi circolari azzurri sotto le attaccature delle falangi. Il resto del corpo, simile ad un'armatura medievale fatta interamente di carne e pelle, è tracciato in ogni giuntura e muscolo da alcuni solchi di colore bianco, e alcuni di colore bronzeo, ed emette bagliori elettrici.
Dal secondo capitolo in poi invece, il colore del suo aspetto demoniaco diventa rosso, la forma cambia sempre in modo radicale.
Dal quinto capitolo, Dante otterrà un nuovo potere, il "Sin Devil Trigger", un’evoluzione del Devil Trigger classico. In questa forma, l’aspetto di Dante non ha più nulla di umano: il viso è molto più demoniaco, ha due paia di ali, due lunghe corna e 
spuntoni su quasi tutto il corpo.

## Dante nell'universo "DmC"
Dopo Devil May Cry 4, Capcom decise di affidare lo sviluppo di un nuovo capitolo della serie alla software house inglese Ninja Theory: inizialmente incaricata di sviluppare un prequel di Devil May Cry 3, alla fine optò per un reboot, decidendo quindi di scollegarsi dalle serie principale e da tutto ciò che era avvenuto fino a quel momento per creare un nuovo universo narrativo (dato che un reboot segue una nuova linea temporale, indipendente dai capitoli precedenti). Al gioco venne dato il nome di "DmC Devil May Cry" (che spesso viene erroneamente chiamato Devil May Cry 5): la storia di questo capitolo indipendente si svolge in universo parallelo della serie ed ha delle sottili differenze a livello di trama con i precedenti giochi. In questo gioco, Dante è un nephilim, un ibrido nato dall'unione del demone Sparda e di un angelo di nome Eva, e vive ai margini della società di una città immaginaria chiamata "Limbo City". Si unirà poi a Vergil, suo fratello gemello, e a Kat, una medium umana, per contrastare Mundus (che in questo capitolo usa lo pseudonimo di Kyle Ryder e si scopre essere fratello di Sparda e quindi zio di Dante), un re demone che controlla la metropoli manipolando la pubblica informazione e somministrando ai cittadini una bibita chiamata Virility. Alla fine del gioco Dante riuscirà nel suo intento di contrastare Mundus e la sua multinazionale, liberando gli abitanti della città dal sortilegio del demone. Tuttavia Vergil vuole a sua volta dominare l'umanità e ciò costringe Dante, contrario a una nuova sottomissione di questa, ad affrontare il gemello. Dopo aver sconfitto ed allontanato il fratello, Dante decide di proteggere l'umanità.
Questa versione di Dante ritorna come costume tramite DLC nel gioco Marvel vs. Capcom: Infinite.

## Biografia
Dante nasce approssimativamente trent'anni prima degli eventi del primo episodio nella città di Redgrave. Egli e il fratello gemello Vergil nascono dall'unione tra il demone Sparda, noto come il "Cavaliere Oscuro" per la sua millenaria lotta contro la sua stessa fazione a favore del genere umano, e di Eva, una donna umana dai capelli biondi di cui si conosce solo il nome.
Sparda scompare in circostanze misteriose durante l'infanzia dei gemelli, ma ciononostante Dante vive in un clima familiare abbastanza armonioso. Ha un forte legame con la madre ed un buon rapporto con il fratello Vergil, sebbene i gemelli abbiano delle personalità molto differenti.
In un giorno come tanti, un gruppo di demoni riesce a penetrare nel mondo umano e ad uccidere Eva su ordine di Mundus, il re demone segregato da Sparda insieme al mondo demoniaco moltissimo tempo prima. Probabilmente l'attacco dei demoni è stato possibile perché l'incantesimo di Sparda deve essersi indebolito con il passare del tempo, permettendo ad alcune delle creature infernali di ricominciare a viaggiare a proprio piacimento fra i due mondi. La perdita della madre turba violentemente i gemelli e li segna in modo irreversibile: Dante inizia a sviluppare un'avversione ossessiva nei confronti dei demoni, tanto che decide di trascorrere il resto della sua vita a dare loro la caccia. Vergil, che risente del lutto in modo particolare, ha una sorta di crollo emotivo e abbandona ogni legame con il genere umano e decide di alimentare la sua parte demoniaca per poter accrescere il suo potere così da non sentirsi più debole e indifeso, come è invece successo il giorno della morte di Eva, in cui non ha potuto far nulla. Le scelte dei rispettivi gemelli indirizzano l'uno verso un cammino parallelo all'altro, diventando avversari, e tra i due i rapporti si sfaldano.

### Devil May Cry 3
Gli eventi di questo capitolo si dividono fra manga e videogioco. Il manga si compone di due volumi. Un terzo volume sarebbe dovuto uscire ed avrebbe dovuto narrare del passato di Lady, il mangaka tuttavia ha abbandonato il progetto ed il volume non è mai stato pubblicato.

### Il manga
Nel manga si scoprono alcuni retroscena sulla vita dei gemelli e vi sono ulteriori rimandi alle gesta di Sparda. Nelle prime pagine si vede Dante fare visita alla tomba di Eva: ella infatti è morta per proteggere Dante e Vergil da alcuni demoni mandati da Mundus con lo scopo di uccidere la famiglia del traditore Sparda. Dopo la strage della sua famiglia, Dante rinnega il padre ed inizia a sviluppare una forte avversione per i demoni. Dopo questa tragedia, egli è l'unico sopravvissuto dato che sua madre è rimasta uccisa e suo fratello Vergil è scomparso. La realtà però è ben diversa: Vergil è vivo ed ha iniziato un viaggio alla ricerca di informazioni su Sparda perché è sua intenzione impossessarsi dei poteri che il padre è stato costretto a sigillare dopo aver sconfitto e segregato le entità maligne 2000 anni prima.
Diversi anni dopo la strage della sua famiglia, Dante ha aperto un negozio (la futura agenzia Devil May Cry) e svolge incarichi di vario genere. Egli però non accetta qualsiasi tipo di lavoro ma è molto propenso ad accettare quelli che hanno a che fare con il soprannaturale. A procurargli gli incarichi è il suo informatore, l'italiano Enzo Ferino. Questi un giorno si presenta dal mezzo demone proponendogli una missione: non deve fare altro che recuperare una bambina di nome Alice. Dante inizialmente non appare interessato all'incarico, ma, quando viene a scoprire che dietro al rapimento di Alice vi sono i demoni, si butta a capofitto nel lavoro propostogli. Vergil nel frattempo è entrato in contatto con Arkham, un uomo che sembra conoscere molto bene le vicende di Sparda e che prova una particolare attrazione verso i demoni: i due inizieranno a collaborare per riportare in superficie la torre Temen-ni-Gru, uno dei vari passaggi fra mondo demoniaco e mondo umano che è stato bloccato da Sparda. Vergil inizia così a rompere i sigilli, sette in totale, per riportare in superficie l'antica struttura. In ognuno di questi sigilli è stato confinato un demone a cui Sparda ha rubato il nome: Arkham aveva spiegato poco prima che un demone trae forza dal suo nome, per cui privarlo del nome significa al contempo privarlo della sua forza. Con l'inganno, Arkham (che collabora con il cappellaio matto e il bianconiglio, responsabili del rapimento di Alice) riesce a far rompere un sigillo anche a Dante. I demoni liberati si auto attribuiscono i nomi di "Superbia", "Accidia" e "Avarizia": ciò significa che i sette demoni confinati nei sette sigilli altri non sono che i sette peccati capitali. I due gemelli si incontrano: Dante è sorpreso di rivedere suo fratello ma allo stesso tempo è anche molto deluso dato che sta collaborando con i demoni, seppur indirettamente. Aprire un passaggio per gli inferi significherebbe aiutare le creature demoniache a portare il caos sulla Terra e disonorerebbe il ricordo della loro defunta madre, uccisa proprio dai demoni. Vergil però non è interessato a tutto questo, ossessionato com'è dal suo desiderio. I due gemelli hanno un breve scontro in cui Vergil riesce a rubare l'amuleto a Dante, ma glielo restituisce immediatamente dicendo che può impossessarsene quando vuole. Vergil si allontana e si appresta a riprendere la sua missione: ha inizio così la rivalità fratricida fra lui e Dante.

### Il videogioco
Il videogioco si svolge esattamente un anno dopo gli avvenimenti del manga. Dante riceve una visita inattesa da Arkham: egli dice di avere un invito per lui da parte di Vergil e lo invita ad accettare, dopodiché scompare nel nulla. Nell'istante seguente Dante viene attaccato da alcuni demoni che neutralizza con poca fatica e si accorge che l'uomo non c'è più. Prende le sue armi e si incammina attraverso la città, devastata dall'irruzione dei demoni, verso la Temen'Ni Gru, una gigantesca torre emersa dal sottosuolo, dove Vergil lo attende.
La scalata alla torre presenta non poche difficoltà: appena giunto all'ingresso, Dante si ritrova ad affrontare il guardiano Cerberus, le spade guardiane Agni & Rudra e si scontra più volte con Jester, una sorta di clown dall'aria grottesca. Nel suo cammino Dante si scontra con una ragazza che sostiene di chiamarsi Lady, che come lui nutre una particolare avversione nei confronti dei demoni, riversando di conseguenza tale ostilità sul ragazzo.
Raggiunta la cima della torre, Dante incontra Vergil, e i due si battono. Dante viene sconfitto, gli viene rubato l'amuleto donatogli dalla madre e viene trafitto dalla sua stessa spada per mano di Vergil, ma rimane illeso e scopre che la parte demoniaca in lui si è ridestata e subito lo insegue buttandosi dalla torre. Riprende la scalata alla torre e affronta la succube Nevan, che afferma di avere conosciuto Sparda. Ha un breve scontro con il demone Beowulf, intenzionato ad uccidere quello che quest'ultimo definisce "Il figlio del Traditore". Dante riesce a raggiungere Vergil ed i due combattono una seconda volta e qui si scoprono le vere intenzioni di Arkham: egli ha voluto riunire i figli di Sparda e Lady, sua figlia, poiché oltre ai due amuleti e al sangue di Sparda serviva un'ulteriore chiave per spezzare l'incantesimo che Sparda ha utilizzato per sigillare l'antica torre, ovvero il sangue di una sacerdotessa umana e si dà il caso che in Lady scorra lo stesso sangue della sacerdotessa. Arkham infatti ha fino a quel momento sfruttato Vergil perché vuole essere lui ad ottenere il potere di Sparda così da diventare un Dio. Dante, Vergil e Lady provano a contrastarlo ma sono tutti e tre molto deboli e vengono facilmente scaraventati giù dall'altare del rituale da Arkham. Tutti e tre cominciano quindi separatamente una scalata per raggiungere Arkham e fermarlo. Dante e Lady si rincontreranno successivamente e combatteranno perché Dante vuole fermare Lady dal compiere un'impresa per lei impossibile. Dopo averla sconfitta, Lady dona momentaneamente a Dante il suo bazooka, chiamato Kalina Ann in onore della madre.
Nel frattempo sulla cima della torre, Arkham ultima il rituale grazie ai due amuleti sottratti con l'inganno, riuscendo così ad aprire il portale degli Inferi e ad ottenere la Force Edge (non riesce però a farle assumere la sua vera forma, probabilmente perché non aveva la capacità di controllare completamente un simile potere). Dante nel frattempo combatte contro il suo doppelganger e dopo averlo sconfitto attraversa il portale per gli inferi ed arriva in una sorta di labirinto dove affronta tutti i demoni sconfitti in precedenza. Una volta arrivato di fronte ad Arkham, lo vede trasformarsi in una creatura mostruosa che riesce ad eliminare grazie ad una temporanea alleanza con Vergil. Sconfitto Arkaham, Dante combatte contro Vergil: quest'ultimo, dopo essere stato sconfitto, lascia andare (forse di proposito) la Force Edge e dichiara di voler restare nella terra del padre per poi gettarsi nell'oblio.
Dante torna nel mondo terreno e raggiunge Lady, ed insieme combattono contro un'orda di demoni. Le strade dei due si separano, cosa fa Lady in seguito non è chiaro, ma Dante torna al suo ufficio, che chiama "Devil May Cry", e continua la sua professione di cacciatore. Vergil invece, dopo la sua caduta negli Inferi, si scontra con Mundus, ma perde lo scontro e viene soggiogato dal re demone, diventando così Nelo Angelo.

### Devil May Cry
Alcuni anni dopo gli eventi di terzo capitolo, appare una donna che irrompe presso il Devil May Cry. Dante non sembra far caso al brusco ingresso della donna, ma si incuriosisce quando lei accenna al passato del mezzo demone. Senza preavviso, la donna lo attacca ma Dante risponde e la mette fuori combattimento. La donna, sorpresa, si scusa e si presenta dicendo di chiamarsi Trish, e di essere venuta da lui per chiedere il suo aiuto per fermare Mundus, un demone sconfitto in passato da Sparda e mandante della morte di Eva, che è ritornato sulla terra per conquistarla. Dante si dimostra inizialmente riluttante, ma quando si accorge dell'incredibile somiglianza di Trish con sua madre, accetta di seguirla e si recano alla volta di una misteriosa isola, Mallet Island.
Giunti ai cancelli del castello che sovrasta l'isola, Trish propone di agire separatamente e prende una strada diversa. Dante esplora le varie aree del castello, saturo di demoni, tra i quali Phantom, subordinato di Mundus. Ma una creatura che cattura l'attenzione di Dante è Nelo Angelo, un demone dotato delle sue stesse abilità. Al loro primo scontro, la creatura sembra avere la meglio, ma alla vista del ciondolo che Dante ha al collo ha una sorta di conflitto interiore e si dilegua. Dante ritorna sui suoi passi e si dirige nelle lande desolate che circondano il castello, dove incrocia il suo cammino con il demone Griffon, altro subordinato di Mundus, e in seguito Nightmare.
In una sala da trono Dante ha lo scontro decisivo con il Nelo Angelo, che mostrando il suo vero volto rivela di essere Vergil, alterato dagli anni di reclusione negli Inferi e diventato poi l'involontaria pedina di Mundus. Dante sconfigge definitivamente il demone e, dopo che quest'ultimo si è dissolto nel nulla, recupera un amuleto identico al suo: i due amuleti si uniscono per formare un unico pezzo e successivamente trasforma la Force Edge cambia forma trasformandosi in Sparda, arma dell'omonimo demone ed in cui è racchiuso il suo potere. Grazie ad un artefatto conosciuto come la "Pietra Filosofale", Dante entra negli Inferi e si dirige dove risiede Mundus. Nel suo cammino ritrova Trish, che chiede il suo aiuto, ed ancora una volta compare Nightmare. Dante lo attacca e riesce quasi ad ucciderlo, ma viene colpito a tradimento da Trish, che è in realtà una creatura al servizio di Mundus. Sconfitto il demone, Dante salva la donna che ha cercato di ucciderlo, ma minaccia di ucciderla qualora dovesse incontrarla di nuovo.
Raggiunto Mundus, egli cerca di colpirlo con un suo incantesimo, ma si fa avanti Trish, che fa scudo con il suo corpo, morendo a sua volta. La collera di Dante, unita a Sparda, gli consente di trasformarsi nel Leggendario Cavaliere Nero, ed ha uno scontro mortale con Mundus. Al termine di tale scontro, Dante ritorna alle sue fattezze umane e fugge verso la dimensione terrena, ma anche dopo essere uscito dagli Inferi, Mundus continua a braccarlo. Dante ha ormai esaurito tutti i suoi poteri e non riesce ad eliminarlo, ma a dargli man forte appare Trish, sopravvissuta al colpo mortale del suo padrone, che drena i suoi poteri nel corpo di Dante, facendo sì Mundus venga nuovamente imprigionato negli Inferi. I due riescono ad abbandonare l'isola a bordo di un aeroplano ed insieme si dedicano alla caccia dei demoni.

### Devil May Cry 2
Dopo la sconfitta di Mundus, Dante si reca presso l'isola di Dumary, una remota località dove si celano delle reliquie occulte denominate "Arcana". Durante una delle sue escursioni conosce Lucia, una giovane donna dotata di sangue demoniaco come Dante, che opera al servizio di una comunità un tempo alleata di Sparda, che da secoli custodisce una delle sopracitate reliquie. Tali oggetti sono molto ambiti da Arius, un uomo d'affari che vuole impossessarsene per compiere un rituale e diventare un demone.
Dante e Lucia agiscono separatamente, recuperando le reliquie Arcana prima di Arius. Lucia nel frattempo viene a scoprire la verità sul suo passato: lei è un demone artificiale creato da Arius ed è stata abbandonata da quest'ultimo poiché ritenuta "difettosa". Lucia affronta Arius ma viene catturata. Dante si reca da Arius per scambiare la salvezza di Lucia con le reliquie Arcana tanto bramate da costui: i due combattono ma Dante riesce a trarre in salvo Lucia. Dopo essere scappati, i due protagonisti entrano nuovamente nell'edificio di Arius per fermarlo prima che compia il rituale. Arius riesce a compiere il rituale ma qualcosa va storto e nel frattempo Dante lo raggiunge: il figlio di Sparda ha scambiato la moneta Arcana, uno degli oggetti per compiere il rituale, con la moneta che usa per prendere le decisioni durante il gioco. I due combattono e questa volta Dante riesce a sconfiggere Arius. Dopo aver compiuto la sua missione, il figlio di Sparda si incontra nuovamente con Lucia e quest'ultima lo supplica di ucciderla poiché teme di impazzire da un momento all'altro. Nel frattempo la porta infernale che conduce da Argosax si apre nonostante il rituale di Arius fosse fallito e Lucia si propone come sacrificio per andare ad affrontare l'antico demone e subito dopo piange. Dante le asciuga il viso e le dice che "i demoni non piangono mai", ciò significa che Lucia è più un'umana che un demone e che quindi non ha nulla da temere. Dante decide che sarà la sorte a stabilire chi andrà ad affrontare Argosax e lancia in aria la moneta: tocca a lui andare. Lucia tenta però di fermarlo chiedendogli se prima non vuole ascoltare l'aneddoto su Sparda che Matier, madre adottiva di Lucia, ha promesso di raccontare se avesse fermato Arius. Dante risponde dicendo che sa già cosa Matier vuole raccontargli: egli dice che suo padre ha fatto la stessa cosa, riferendosi al fatto che anche Sparda è entrato negli inferi per affrontare Argosax correndo il rischio di rimanervi intrappolato per sempre. Dante infine saluta Lucia e le lascia la moneta. Mentre Dante combatterà Argosax negli inferi, Lucia dovrà vedersela con Arius, sopravvissuto ed ormai completamente corrotto dal potere demoniaco.
Dopo aver sconfitto Arius, Lucia scopre che Dante ha barato perché la moneta con cui ha preso le decisioni durante il gioco ha la testa da entrambi i lati ed attende il suo ritorno, dicendo che anche Sparda è riuscito a ritornare dagli inferi dopo lo scontro con Argosax. Nel finale del gioco si sente il rombo di una moto e si vede Lucia correre fuori: all'interrogativo se sia Dante non viene però data alcuna risposta certa.
In Devil May Cry 2 Dante ha fatto da "testimonial" per il brand Diesel, indossando alcuni dei suoi capi di abbigliamento, come costume alternativo.

### Devil May Cry 4
Diverso tempo dopo, Dante si reca nella città di Fortuna, situata in una località imprecisata dell'Europa. In questa città ha sede "L'Ordine della Spada", una setta religiosa che venera Sparda come un Dio, poiché si dice che egli abbia servito un feudatario della città molto tempo fa. Dante irrompe durante una messa in onore del leggendario demone ed uccide Sanctus, il capo dell'Ordine, ed alcuni soldati.
Sebbene all'inizio il gesto di Dante possa apparire inspiegabile, egli è in realtà intento a porre fine ai piani dell'Ordine, che consistono nel dominare il mondo usando il potere demoniaco ricavato da tante piccole "porte" aperte grazie all'ausilio della spada Yamato (che è spezzata) così da inserirlo in delle armature e creare un esercito di demoni artificiali. Altro strumento con cui l'Ordine vuole compiere il suo piano è il Salvatore, una gigantesca statua modellata ad immagine e somiglianza di Sparda in versione umana, ed animarlo facendogli assorbire i poteri del "sangue di Sparda" e l'omonima spada del leggendario demone.
Questa volta ad aiutare Dante a compiere la sua missione ci sarà Nero, un ragazzo dalle caratteristiche fisiche molto simili alle sue. I due accantoneranno le loro iniziali divergenze e riusciranno a sconfiggere Sanctus e a fermare l'Ordine. Dante deciderà di lasciare a Nero la Yamato (che nel frattempo è "risorta") perché ha intuito qualcosa a riguardo del loro legame e mentre sta lasciando la città alla domanda di Nero se lo rincontrerà in futuro, Dante lo saluta facendo cenno con la mano e lasciando intendere che sicuramente si rivedranno.
In Devil May Cry: 3142 Graphic Arts, un libro di illustrazioni della saga, si scopre che Nero è il figlio di Vergil, quindi nipote di Dante.

### Devil May Cry 5
Dopo gli eventi di Devil May Cry 4, Dante viene assoldato da Matier per fermare il demone Balrog, braccio destro di Argosax che ha preso il posto di quest'ultimo a seguito della sua sconfitta. In questo suo incarico, Dante verrà affiancato da Lucia ed insieme riusciranno a sconfiggere Balrog, il quale riconoscerà la potenza di Dante e diventerà spontaneamente un'arma demoniaca al servizio del figlio di Sparda. Dopo le nuove vicende di Vie de Marli, Dante entra in contatto con il misterioso V per tramite di Morrison. V esorta Dante ad aiutarlo dal fermare un potente demone in procinto di tornare in vita: Dante inizialmente è titubante ma cambia improvvisamente idea non appena viene a conoscenza del nome del demone. Dante si reca quindi nella città di Redgrave, dove un gigantesco albero demoniaco denominato Qlipoth sta facendo strage di esseri umani. Accompagnato da Lady e Trish, Dante si trova presto di fronte al responsabile dell'accaduto: Urizen, il nuovo re dei demoni. Il gruppo completo dei cacciatori di demoni composto da Dante, Nero, Lady e Trish fronteggia questa nuova minaccia ma nulla può contro la sua potenza: Dante con le sue ultime forze decide di lanciarsi alla carica per permettere a Nero di fuggire insieme a V che nel frattempo è giunto sul luogo dello scontro. Urizen distrugge poi la spada Rebellion e nemmeno la spada demoniaca Sparda sembra impensierirlo. Dante a seguito del combattimento viene dato per disperso e Trish e Lady vengono utilizzate per dare energia rispettivamente ai demoni Cavaliere Angelo e Artemis.
Un mese dopo lo scontro, V riesce a ritrovare la spada demoniaca Sparda e Dante, il quale è rimasto privo di sensi a seguito dello scontro con Urizen. Nel tentativo di risvegliarlo, V decide di trafiggere il petto del cacciatore di demoni riuscendo nel suo intento. Messosi nuovamente sulle tracce di Urizen, Dante finisce in quella che un tempo era la sua casa: Redgrave è infatti la città della sua infanzia dove ha vissuto insieme alla famiglia fino alla morte di sua madre. Trasportato dai ricordi davanti al ritratto della sua famiglia un tempo unita, Dante si chiede come mai suo padre Sparda gli abbia lasciato la spada Rebellion e quale sia il suo reale potere. Se Yamato può separare qualsiasi cosa, persino l'uomo dal demone, allora Rebellion può forse sbloccare il potenziale ancora latente. Pur pieno di dubbi, Dante si trafigge con ciò che rimane della Rebellion ed assorbe la spada demoniaca Sparda acquisendo una nuova e più potente trasformazione in demone: il sin devil trigger. Seguo poi un ulteriore scontro con Urizen per ottenere la rivincita ma durante il combattimento vi è un terremoto: lo scopo del Qlipoth di generare un nuovo frutto tramite il sangue umano è stato portato a termine. Chi ingerirà il frutto otterrà nuovi strabilianti poteri. Urizen fugge ma viene raggiunto da Dante nelle profondità del Qlipoth, proprio dove si trova il frutto. Nonostante abbia ingerito il frutto, Urizen viene sconfitto e nel mentre sopraggiungono Nero e V sul luogo dello scontro. Quest'ultimo è visibilmente provato e sembra essere sul punto di morire per cui chiede a Dante il permesso di lasciargli concludere il tutto: V trafigge Urizen con il suo bastone ma invece di ucciderlo ritorna nuovamente ad essere una cosa sola con lui. V e Urizen infatti sono rispettivamente la parte umana e la parte demoniaca di Vergil, fratello di Dante. Costui dopo la sconfitta di Mundus è riuscito a liberarsi dal suo influsso ma le ferite provocategli da Dante hanno dato il via ad un decadimento fisico inarrestabile, ma la voglia di vendicarsi lo ha tenuto in vita fino alla rinascita della Yamato. Localizzata la fonte della spada, situata nel devil bringer di Nero, Vergil ha poi ripreso possesso dell'arma e l'ha utilizzata per cancellare qualsiasi debolezza e legame con il passato: la sua parte umana si è incarnata in V ed i demoni che quest'ultimo comanda rappresentano i ricordi di quando Vergil era Nelo Angelo. V però rappresenta anche il rimorso di Vergil per aver abbandonato tutto e tutti nella sua ricerca per il potere, inoltre anche Urizen ha appreso da Dante che il potere è nullo se non sia niente per cui lottare. Conscio di tutto questo, le due parti decidono quindi di ritornare ad essere una cosa sola che ha ormai imparato dagli errori del passato ma nonostante questo Vergil vuole lo stesso uccidere Dante e lo invita a recuperare le forze per poi sfidarlo. Dante si appresta a raggiungere la cima del Qlipoth e Nero vorrebbe unirsi allo scontro: non riuscendo a persuaderlo in alcun modo, Dante decide di rivelargli che Vergil nient'altri è che suo padre e che per questo non può permettere al ragazzo di essere coinvolto nella sua uccisione. Durante il suo viaggio verso la cima dell'albero demoniaco, Dante dovrà vedersela con Griffon, Shadow e Nightmare, i demoni comandati da V: pur sapendo di non avere alcuna speranza contro il figlio di Sparda, i tre famigli decidono di sfidarlo così da farsi uccidere per alleviare i traumi di Vergil in quanto la loro stessa esistenza fisica non avrebbe fatto altro che causargli ulteriore dolore. Dante raggiunge la cima del Qlipoth ed ingaggia una dura lotta con Vergil, il quale ha anch'egli ha risvegliato il sin devil trigger grazie al tempo in cui la sua metà demoniaca Urizen è esistita come entità singola. Lo scontro fra i due gemelli viene interrotto da Nero: il ragazzo ha appena scoperto di avere una famiglia dopo molto tempo passato in solitudine. Dopo essersi accusato di non aver avuto abbastanza forza per proteggere Credo, si promette che questa volta sarà diverso. I suoi sentimenti gli permettono di risvegliare il suo devil trigger, grazie al quale riesce a mettere al tappeto Dante e a fermare Vergil, entrambi estremamente sfiniti dallo scontro precedente. Nero li esorta a fermarsi poiché il Qlipoth rischia di espandersi oltre Redgrave: è necessario tagliarne le radici che si trovano nel mondo demoniaco. Dante e Vergil mettono momentaneamente da parte le loro divergenze e decidono di assumersi questa responsabilità pur sapendo che rischiano di rimanere intrappolati per sempre nel mondo demoniaco. Nero vuole andare insieme a loro ma i figli di Sparda lo fermano poiché il mondo umano ha bisogno di qualcuno a salvaguardarlo, Vergil poi lo saluta dicendogli che la prossima volta sarà lui a vincere e lo invita a conservare il libro con i poemi di William Blake che leggeva V. Dante e Vergil sradicano le radici del Qlipoth, ma sono ora bloccati nel mondo demoniaco. La loro rivalità non ha più toni fratricidi e passano le giornate combattendo, tenendo il conto delle vittorie che l'uno ha sull'altro.

## Dante in altri titoli
La popolarità di Dante ha fatto sì che il personaggio venisse proposto in altri videogiochi oltre la propria saga di appartenenza, sia come personaggio giocabile, che come cameo. Il suo primo cameo fu nel picchiaduro a scorrimento Viewtiful Joe pubblicato nel 2003, che narra le gesta di Joe, un ragazzo che s'improvvisa supereroe, dove Dante è sbloccabile insieme a Trish. L'anno seguente, Dante viene inserito come personaggio alternativo nel videogioco di ruolo Shin Megami Tensei III: Nocturne.

### Marvel vs. Capcom 3: Fate of Two Worlds
La storia di Dante in MvC3 ha luogo dopo gli eventi di Devil May Cry 2, dove il cacciatore di demoni torna ad indossare il suo vecchio trench di quando era giovane, oltre che a rimettere mano alle sue vecchie armi presenti in Devil May Cry 3. Dante è uno degli Eroi che risponde alla chiamata per difendere la Terra dall'invasione di Galactus, il titano divoratore di mondi. Assieme alla sua partner Trish, durante il corso della storia Dante ha contatti con diversi personaggi contro i quali si scontra, come Wolverine, Ghost Rider, Albert Wesker e Deadpool. Dopo aver sconfitto Galactus, esso precipita sulla Terra ormai senza forze.
Nel suo epilogo, Dante è intento a combattere contro Ghost Rider, che afferma di aver conosciuto suo padre Sparda tramite un racconto del suo demone Zarathos. Al cacciatore poco importa, estrae le sue pistole e lo provoca. La vicenda si conclude lasciando intendere che tra i due avviene uno scontro dall'esito ignoto.

### Ultimate Marvel vs. Capcom 3
Dante torna nuovamente a combattere dalla parte degli eroi Marvel, anche stavolta ha diversi incontri con personaggi conosciuti dell'universo marvel. Fra essi, Dante non farà a meno di notare il ritorno del suo gemello, Vergil, scoprendo che è resuscitato dopo la sua sconfitta in Devil May Cry e che ora sia tornato ancora più potente di prima, ringraziando il fratello di averlo liberato dal lavaggio del cervello da parte di Mundus. I due mettono da parte la loro rivalità e stringono un'alleanza per sconfiggere gli Araldi di Galactus, incaricati di conquistare la Terra. Il terzo personaggio che compone la squadra di Devil May Cry è Trish, che afferma di aver conosciuto Vergil quando venne creata da Mundus. Dante nota un particolare combattendo in squadra col fratello: Vergil ha mantenuto le sue abilità originali, ma utilizza anche i poteri donatogli dal principe dei demoni. Fra questi, spicca l'immortalità e un'impercettibile velocità che conferisce loro un forte vantaggio durante le loro battaglie.
Alla fine il trio arriva nello spazio per affrontare la loro ultima battaglia: Galactus. All'inizio, il Titano scaglia contro il trio due dei suoi Araldi (a scelta dall'IA di gioco), mentre è occupato ad assorbire il nucleo del pianeta. Il trio li sconfigge e Galactus è costretto a combattere. Dopo la sua sconfitta da parte dei tre, precipita stremato delle sue forze sulla Terra.
L'epilogo di Dante è cambiato, con una storia nuova: Mefisto, il signore degli Inferi, ha stipulato un contratto con Ghost Rider e Trish tramite l'inganno e il suo ultimo obiettivo è la firma di Dante.
Si presenta nel suo ufficio con la proposta di riportare indietro dall'aldilà la madre, Eva, e riconciliare il rapporto tra lui e il fratello. Dante, innervosito da tal proposta, caccia via dal suo ufficio Mefisto innervosito per avergli toccato la questione familiare.
Dopo essersi accorti di essere stati truffati, Dante, Trish e Ghost Rider vanno negli Inferi e costringono Mefisto ad annullare il contratto stipulato con i tre per il suo piano diabolico (ovvero conquistare la Terra tramite il figlio Blackheart causando morte e distruzione). Il demone accetta e i tre gli risparmiano la vita, tornando alla loro vita quotidiana.

### Marvel vs. Capcom: Infinite
Dopo 88 giorni dalla Convergenza che causò la fusione di Ultron Sigma, Dante si allea con Thor, X, Chun-Li, Rocket e Hawkeye.

## Galleria delle armi
Armi bianche:
Devil May Cry
- Force Edge (usata nel primo capitolo da Dante e nel terzo da Vergil): Una spada apparentemente normale usata dal padre di Dante e Vergil, in realtà nasconde un grandissimo potere. È possibile utilizzarla anche in Devil May Cry 3 con Dante attraverso alcuni costumi extra.
- Alastor: Uno spadone molto lungo e spesso, con l'impugnatura a forma di testa di drago. Nonostante le dimensioni, Alastor è piuttosto maneggevole ed è in grado di colpire a velocità fulminea. Consente inoltre di volare a chi la brandisce. Ha il potere elementale del tuono.
- Ifrit: Dei guanti a forma di testa di drago avvolti dalle fiamme, posseduti da una misteriosa entità. Consentono a chi li indossa di manipolare il potere elementale del fuoco.
- Sparda: Antica spada dell'omonimo demone, usata nella sua battaglia contro i demoni. Viene recuperata da Dante che infine dona a Trish. Altro non è che la Force Edge trasformata grazie all'unione dei due amuleti dei figli di Sparda. Può trasformarsi in una sorta di falce all'occorrenza.

Devil May Cry 2
- Rebellion: Una normale spada con l'estremità dell'elsa a forma di teschio. Lasciata da Sparda in eredità a Dante come arma gemella della Yamato. Dante ha la capacità di richiamarla telecineticamente in caso fossero separati e può scagliare potenti onde d'urto.
- Merciless: Una lunga spada sottile ad ampia gittata dalla lega metallica molto scura, con degli ornamenti a forma di serpenti.
- Vendetta: Una spada a corto raggio con una lama spessa e larga, sulla quale sono incise a sbalzo delle decorazioni astratte.

Devil May Cry 3
- Rebellion: In questo capitolo la spada è inizialmente nel suo primo stadio. Dopo la sconfitta di Dante dopo il primo scontro con Vergil sul tetto del Temen-Ni-Gru, essa, conficcata nel petto di Dante, si attiva aprendo la bocca, sollevando le ossa e illuminando gli occhi del teschio posto sull'elsa.
- Cerberus: Un insolito nunchaku dotato di tre manici collegati da un anello, che prende il nome dall'omonimo guardiano dell'oltretomba. È impregnata del potere elementale del ghiaccio.
- Agni & Rudra: Una coppia di sciabole gemelle, con due teste sull'elsa dotate di una coscienza propria (e di una notevole logorrea, come noterà Dante). Agni è rossa e domina il fuoco, mentre Rudra è azzurra e domina il vento.
- Nevan: Una chitarra elettrica che prende il nome dall'omonima succube, investita del potere elementale del tuono. Quando la si suona genera saette e richiama stormi di pipistrelli, mentre brandendola il corpo si apre scoprendo la lama di una falce.
- Beowulf: Armatura che prende il nome dall'omonimo demone. Controlla il potere elementale della luce ed aumenta notevolmente la forza fisica del suo branditore.

Devil May Cry 4
- Rebellion
- Gilgamesh: Armatura simile a Beowulf come forma e identico nell'utilizzo, è però impregnata di magia nera anziché bianca.
- Lucifer: Un'arma spallare misteriosa dalla forma di un ragno con due zampe retrattili e con occhi rossi, sempre accesi, che genera illimitate lame spettrali di colore rosso.
- Yamato: Katana appartenuta a Sparda e lasciata in eredità a Vergil, ha il potere di manipolare lo spazio. È stata usata da Sparda per sigillare la Porta Infernale nella città di Fortuna. Nel finale di Devil May Cry 4, Dante la affida a Nero.

Devil May Cry 5
- Rebellion
- Balrog
- Sparda
- Cavaliere
- Dante
- King Cerberus

Armi da fuoco:
Devil May Cry
- Ebony & Ivory: Una coppia di Colt 1911, una bianca ed una nera, modificate da Dante per avere capienza e potenza di fuoco superiori alle pistole convenzionali, le loro munizioni sono illimitate per via di un incantesimo applicato ai loro caricatori. Sui lati delle impugnature sono presenti dei ritratti di due dame vittoriane, una donna bruna su Ebony e una donna bionda su Ivory. Compaiono in tutti i capitoli della saga ed è possibile utilizzarle fin da subito.
- Doppietta: Una normale doppietta. Anche quest'arma compare in tutti i capitoli della saga.
- Lanciagranate: Un fucile lanciagranate armato con cartucce incendiarie a base di Shrapnel.
- Nightmare ß: Un cannone demoniaco, progettato negli Inferi ad immagine e somiglianza dell'omonimo demone. Ha la capacità di curvare la luce e crea proiettili energetici attingendo dal potere demoniaco di Dante.
- Arpione: Un fucile progettato per attaccare esclusivamente sott'acqua.

Devil May Cry 2
- Ebony & Ivory
- Doppietta
- Submachinegun: Una coppia di mitragliette.
- Lancia missili: Un lancia missili terra/aria.

Devil May Cry 3
- Ebony & Ivory
- Doppietta
- Artemis: Una balestra demoniaca in grado di sparare frecce ancestrali che inseguono i bersagli, molto simile al Nightmare ß. Combinata con lo stile Gunslinger permette di generare anche sfere di energia.
- Spiral: Un pesante fucile di precisione di grosso calibro.
- Kalina Ann: Un bazooka munito di baionetta, lasciato da Lady a Dante, il cui nome deriva dalla madre di Lady. Combinato con lo stile Gunslinger è in grado di lanciare raffiche di mini-missili a ricerca da uno sportello posteriore.

Devil May Cry 4
- Ebony & Ivory
- Coyote-A: La classica doppietta, solo che in questo capitolo è stata modificata da Dante per avere più penetrazione e gittata di fuoco.
- Pandora: All'apparenza è una normale valigetta, al suo interno è custodito un potere immenso. Può trasformarsi in 666 armi differenti, tra cui vengono mostrate: una mitragliatrice a canne rotanti, uno spara-dardi a 4 bocche ad alta potenza, uno shuriken a lame rotanti, una luce inceneritrice e una postazione missilistica semovente dotata di missili a ricerca.

Devil May Cry 5
- Ebony & Ivory
- Coyote-A
- Kalina Ann
- Kalina Ann 2
- Dr. Faust

## Riconoscimenti
Nell'arco di dieci anni, Dante è stato un soggetto di enorme popolarità.
- Screwattack lo ha classificato terzo nella "Top ten dei personaggi dei videogiochi più cool".
- Game Daily hanno nominato Dante uno dei loro personaggi preferiti della Capcom mettendolo al settimo posto della loro Top 25 affermando che i vari aspetti del personaggio lo rendono una forza inarrestabile.
- Games Radar lo nominò "Mister 2001" nella loro lista dei personaggi più sexy del decennio affermando che rispetto ai personaggi femminili di Devil May Cry, Dante è stato il più "caldo". Inoltre lo hanno inserito tra i 25 migliori nuovi personaggi del decennio chiamandolo "indimenticabile".
- Play Generation lo classificò come il personaggio più tamarro dei videogiochi usciti su PlayStation 2 tenendo conto della sua apparizione in Devil May Cry[5].
- Nel febbraio 2010 Dante è apparso in una rivista Famitsu classificato ventitreesimo come personaggio più famoso dei videogiochi in Giappone.

## Altre opere
Al personaggio sono dedicati anche alcuni romanzi (non tutti completamente canonici) in cui usa lo pseudonimo di Tony Redgrave e una serie animata prodotta dalla Madhouse.